# Kitesurfing

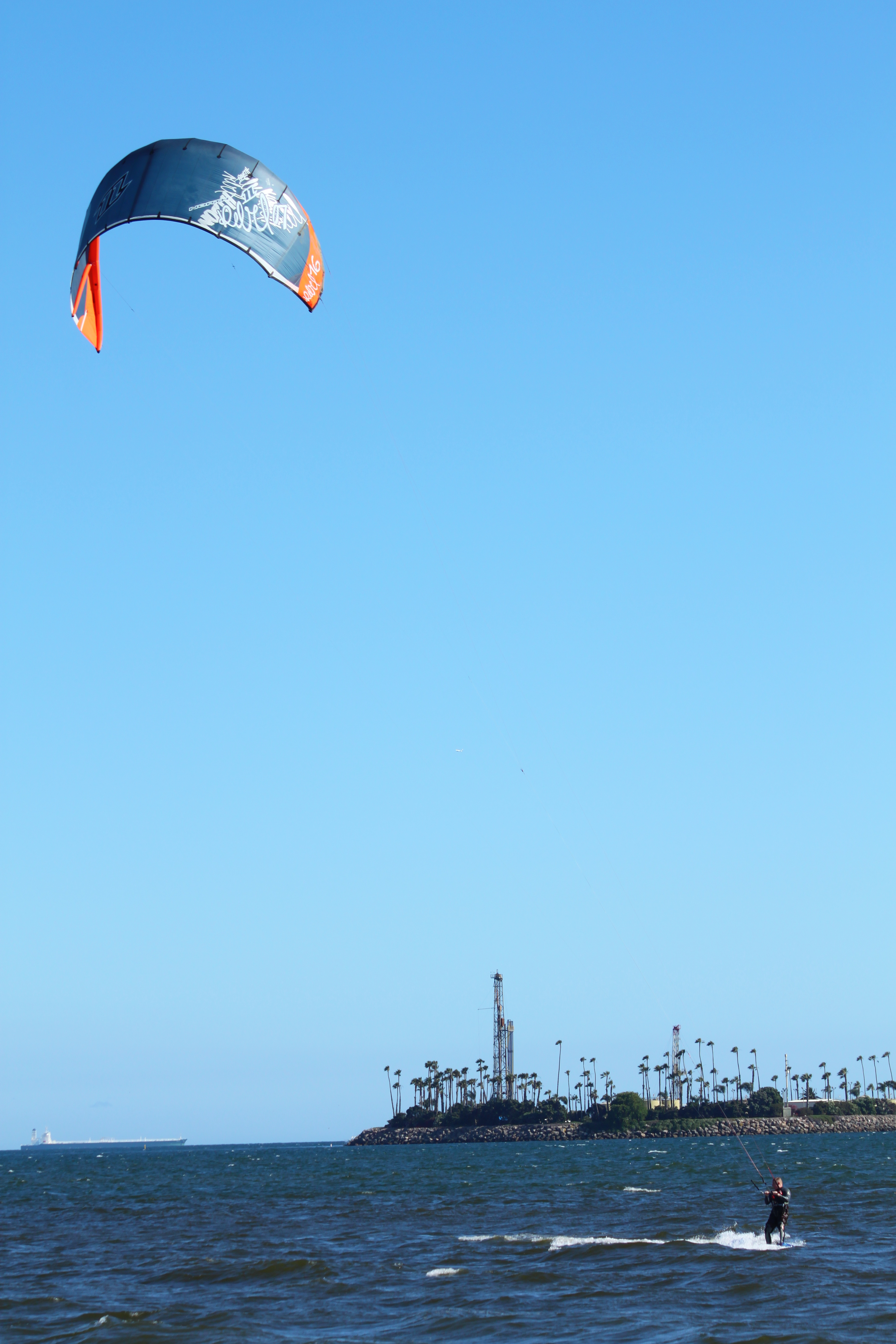
Concurs de kitesurf Long Beach, California, USA

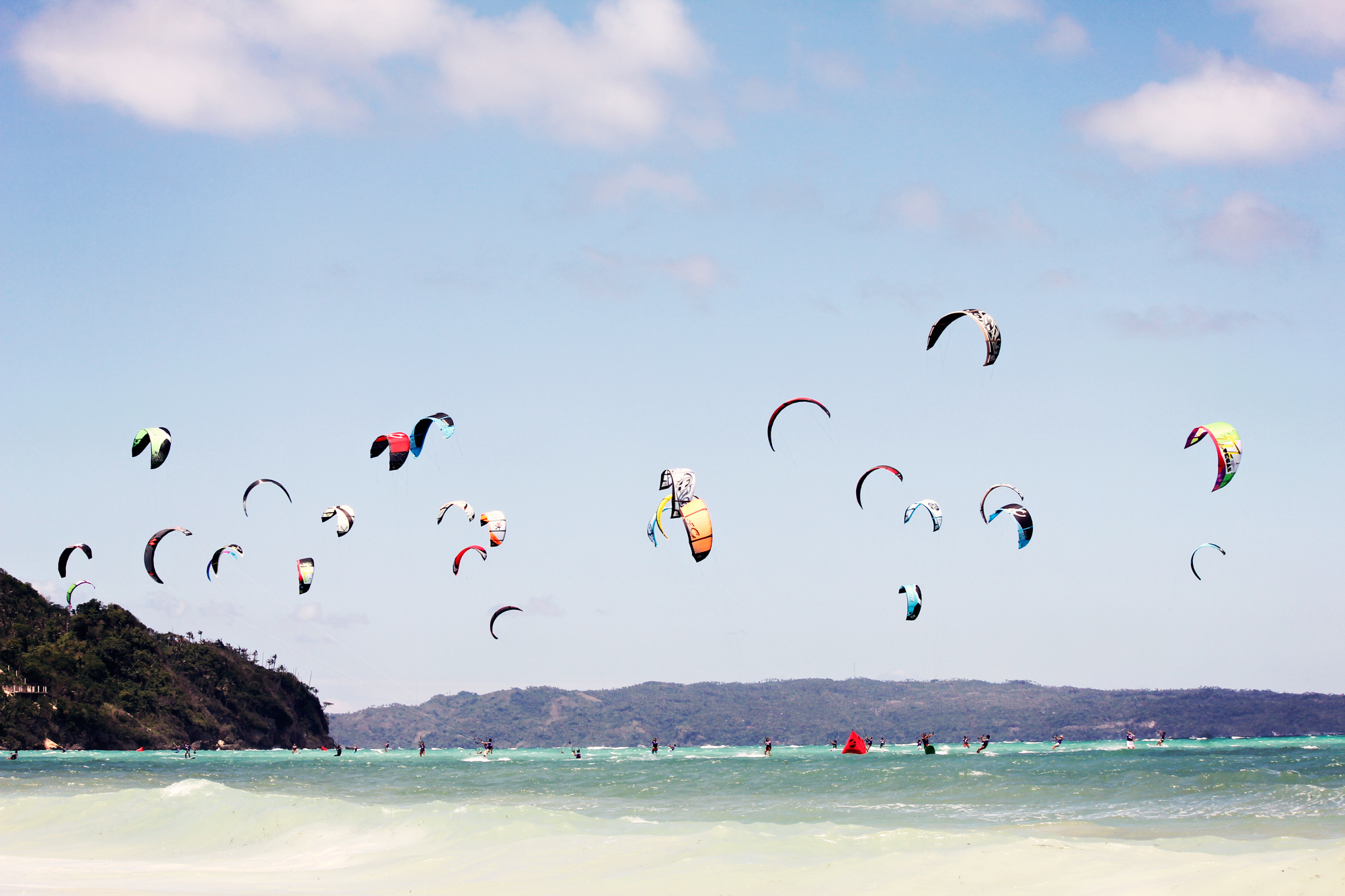
Kitesurfing în Boracay, Philippines

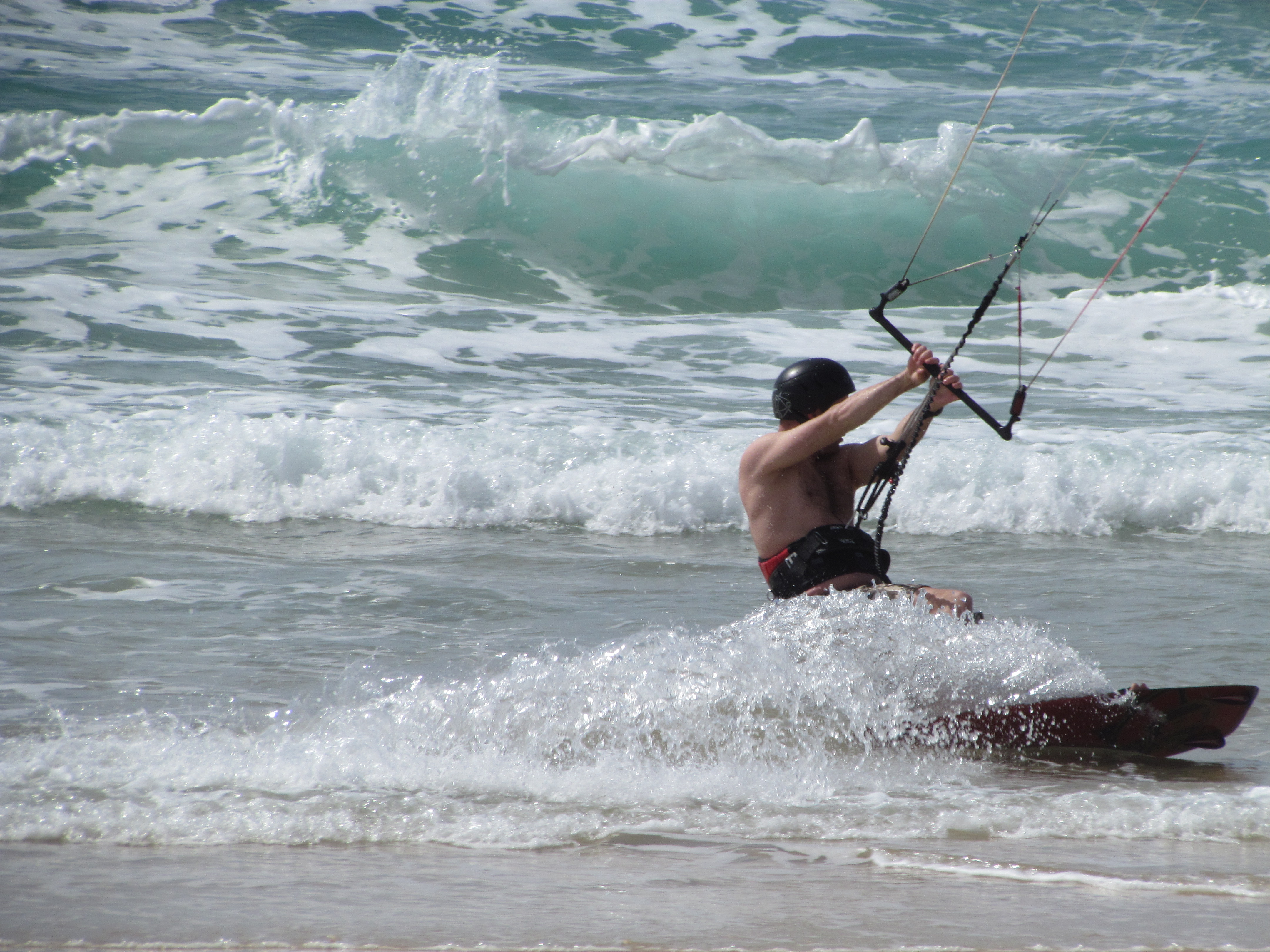
Kitesurfer în Rishon LeZion, Israel

Kitesurfing sau kiteboarding este un sport de apă de suprafață combină aspecte ale wakeboarding, windsurfing, navigare, zborul cu parapantă, și gimnastică într-un sport extrem.
Un kitesurfer sau kiteboarder beneficiază de puterea vântului, controlabil zmeu putere pentru a fi propulsate în apă pe un kiteboard similar cu un wakeboard sau mai mic placă de surf, cu sau fără picior-curele sau legaturi.
Termenii kiteboarding și Kitesurfing sunt interschimbabile, deși kiteboarding poate, de asemenea, referire la zmeu pe câmp deschis (landboarding) sau zmeu pe zăpadă (snowboarding zmeu).